# Cómetelo (programa de televisión)
Cómetelo es un programa de televisión de cocina  emitido por Canal Sur TV y presentado por Enrique Sánchez.

## Historia
La primera emisión del programa fue el 21 de mayo de 2010, estrenándose con la elaboración de un plato típico de la gastronomía granadina: pan de migas de Alfacar (Granada). 

## Formato
Enrique Sánchez enseña a elaborar diariamente diversas recetas procedentes de la gastronomía andaluza, elaboradas con productos de origen de la comunidad.
La finalidad del programa es la elaboración de recetas de la cocina de Andalucía, haciendo un recorrido por las diferentes ciudades, pueblos y comarcas andaluzas para así fomentar el conocimiento y consumo de los productos de origen andaluz agroalimentarios.

## Audiencias
| Temporada anual | Audiencia    | Audiencia         |
| Temporada anual | Espectadores | Cuota de pantalla |
| --------------- | ------------ | ----------------- |
| 2010            |              | 8,3%              |
| 2011            |              | 9,9%              |
| 2012            |              | 11,4%             |
| 2013            |              | 11,4%             |
| 2014            |              | 11,7%             |
| 2015            |              | 11,6%             |
| 2016            |              | 11,5%             |
| 2017            |              | 11,7%             |
| 2018            |              | 10,8%             |
| 2019            |              | 11,0%             |
| 2020            |              | 10,8%             |
| 2021            |              | 10,3%             |
| 2022            |              | 11,1%             |
| 2023            | 383 000      | 12,7%             |
| Total           |              | 11,0%             |